# The Paul Simon Songbook
The Paul Simon Songbook é o primeiro álbum de estúdio solo de Paul Simon. Foi lançado no Reino Unido em 1965. Foi disponibilizado nos EUA como parte da caixa de LPs Paul Simon: Collected Works (1981). O álbum foi produzido por Reginald Warburton e Stanley West como LP BPG 62579 da Columbia/CBS Records no Reino Unido; CD remasterizado Columbia/Legacy/SME CK 90281.

## Informações gerais
The Paul Simon Songbook foi gravado em Londres. Simon fez várias viagens à Inglaterra em 1964 e 65, apresentando-se em pequenos clubes e teatros. Em 1965, tocou em Paris, Haarlem e Copenhague, além de Londres e outros locais no Reino Unido. Em 1964, Simon e Art Garfunkel lançaram o álbum Wednesday Morning, 3 A.M., nos Estados Unidos. Enquanto Simon fazia turnês e se apresentava em programas de rádio na Inglaterra em 1965 (às vezes com Garfunkel), ele começou a receber atenção dos fãs. Naquela época, Wednesday Morning, 3 A.M. ainda não havia sido lançado na Grã-Bretanha (e só seria lançado em 1968). As outras gravações de Simon então disponíveis na Grã-Bretanha consistiam em três singles de 45 RPM lançados por várias gravadoras, dois dos quais eram gravações inspiradas no rock 'n' roll com Garfunkel sob o nome Tom & Jerry. O outro era representativo de suas experiências com o folk, mas foi lançado em 1964 sob o pseudônimo de Paul Kane. Ele ainda estava sob contrato com a Columbia para poder gravar para a gravadora britânica, CBS Records, e, portanto, decidiu gravar um conjunto de faixas para lançar para seu público folk. O resultado foi o álbum The Paul Simon Songbook.

## Gravação e lançamentos
Simon gravou o álbum no Levy's Recording Studio, 73 New Bond Street, Londres, em várias datas em junho de 1965. A maioria das músicas exigiu várias gravações. Ele tinha apenas um microfone para a voz e o violão. Duas músicas ("The Sound of Silence" e "He Was My Brother") foram regravações de músicas originalmente encontradas em Wednesday Morning, 3 A.M. Das músicas restantes, todas, com exceção de duas ("A Church is Burning" e "The Side Of A Hill"), seriam posteriormente regravadas em versões de estúdio por Simon e Garfunkel. No entanto, a letra de "The Side of a Hill" foi posteriormente retrabalhada por Garfunkel como "Canticle" e cantada como contraponto a "Scarborough Fair" no terceiro álbum da dupla, Parsley, Sage, Rosemary and Thyme. As letras de "The Side of a Hill" e "Canticle" não constam em Lyrics 1964-2008, de 2008.
O álbum foi lançado junto com o single "I Am a Rock"/"Leaves That Are Green", CBS 201797.

## Arte e observações
As notas de Simon no encarte do álbum, de 1965, comentam que "há algumas músicas que eu não escreveria hoje", mas que elas "desempenharam um papel na transição" para sua posição como músico naquela época.
A capa do álbum mostra Simon e sua então namorada, Kathy Chitty, sentados em "ruas estreitas de paralelepípedos" em Londres, a cidade que Simon adotou como lar, segurando estatuetas de madeira. Na década de 1970, a arte do álbum foi alterada: a imagem de Simon e Chitty foi invertida horizontalmente, e as letras vermelhas foram eliminadas em favor de um título do álbum em letras maiúsculas brancas na parte superior.

## Histórico posterior
O álbum foi lançado nos Estados Unidos pela Columbia Records por um breve período em 1969, mas foi retirado do mercado em poucos dias, quando Simon se opôs ao lançamento. Foi relançado em 1981 em um LP da Columbia na caixa "Collected Works" e em 2004 pela Columbia/Legacy em CD. O CD apresenta duas faixas bônus, versões alternativas de "I Am a Rock" e "A Church is Burning", que não faziam parte do lançamento do LP de 1965. A versão mono foi lançada em CD.
A letra da música contra a guerra "The Side of a Hill" foi incorporada ao arranjo de Simon & Garfunkel de "Scarborough Fair/Canticle" em Parsley, Sage, Rosemary and Thyme.

Mais tarde, em 1965 e no início de 1966, após o sucesso nos EUA de "The Sounds of Silence" como single, Simon & Garfunkel regravaram várias das músicas apresentadas no The Paul Simon Songbook e as lançaram em seus álbuns Sounds of Silence e Parsley, Sage, Rosemary and Thyme.
| Críticas profissionais | Críticas profissionais |
| Avaliações da crítica  | Avaliações da crítica  |
| Fonte                  | Avaliação              |
| ---------------------- | ---------------------- |
| AllMusic               | [ 7 ]                  |
| Blender                | [ 8 ]                  |
| Music Box              | [ 9 ]                  |
| Record Mirror          | [ 10 ]                 |
| Rolling Stone          | [ 11 ]                 |
| Paste                  | 8.0/10                 |

## Lista de faixas
Todas as faixas escritas e compostas por Paul Simon, exceto quando indicado. 
| Lado um |                         |         |  |
| N.º     | Título                  | Duração |  |
| 1.      | "I Am a Rock"           | 2:52    |  |
| 2.      | "Leaves That Are Green" | 2:41    |  |
| 3.      | "A Church is Burning"   | 3:38    |  |
| 4.      | "April Come She Will"   | 1:55    |  |
| 5.      | "The Sounds of Silence" | 3:19    |  |
| 6.      | "A Most Peculiar Man"   | 2:26    |  |

| Lado dois |                                                                                 |         |  |
| N.º       | Título                                                                          | Duração |  |
| 1.        | "He Was My Brother" (escrita por Paul Kane*)                                    | 2:58    |  |
| 2.        | "Kathy's Song"                                                                  | 3:42    |  |
| 3.        | "The Side of a Hill" (escrita por Paul Kane*)                                   | 2:28    |  |
| 4.        | "A Simple Desultory Philippic (Or How I Was Robert McNamara'd Into Submission)" | 2:25    |  |
| 5.        | "Flowers Never Bend with the Rainfall"                                          | 2:27    |  |
| 6.        | "Patterns"                                                                      | 3:13    |  |

| Faixas bônus do CD de 2004 |                                            |         |  |
| N.º                        | Título                                     | Duração |  |
| 13.                        | "I Am a Rock" (versão alternativa)         | 2:44    |  |
| 14.                        | "A Church is Burning" (versão alternativa) | 3:10    |  |

- * "Paul Kane" era um pseudônimo usado por Simon nessa época, por causa de sua predileção pelo filme Citizen Kane.

### Outras gravações
- Para gravações anteriores de "The Sounds of Silence" e "He Was My Brother": Wednesday Morning, 3 A.M.

- Para gravações posteriores de "I Am a Rock", "Leaves That Are Green", "April Come She Will", "The Sound of Silence", "A Most Peculiar Man" e "Kathy's Song": Sounds of Silence.

- Para gravações posteriores de "A Simple Desultory Philippic (or How I Was Robert McNamara'd into Submission)", "Flowers Never Bend With the Rainfall" e "Patterns": Parsley, Sage, Rosemary and Thyme.

- Para gravações posteriores de "A Church is Burning": Live from New York City, 1967 e Old Friends (Edição estendida do CD), ambos álbuns ao vivo de Simon & Garfunkel.